# Poço Fundo
Poço Fundo es un municipio brasileño del estado de Minas Gerais. Su población estimada en 2004 era de 15.831 habitantes.
Localizado en el sur de Minas Gerais, está a 395 km de Belo Horizonte, 455 km de Río de Janeiro. El municipio es cortado por la carretera MG-179. Posee un área de 475 km² y clima tropical-templado.